# Pantalejmon Czkuaseli
Pantalejmon Władimirowicz Czkuaseli, ros. Пантелеймон Владимирович Чкуасели (ur. 23 lutego 1921 r., zm. ?) – radziecki pilot wojskowy (porucznik), oficer 1 Wschodniej Eskadry Lotniczej podczas II wojny światowej.
Był z pochodzenia Gruzinem. Ukończył 2 szkołę lotniczą w Iwanowo-Wozniesiensku. W okresie międzywojennym służył w lotnictwie wojskowym Armii Czerwonej. Doszedł do stopnia porucznika. Po ataku wojsk niemieckich na ZSRR 22 czerwca 1941 r., był młodszym oficerem w 703 Pułku Lotnictwa Szturmowego. Dowodził kluczem samolotów. Walczył na froncie kalininskim i wołchowskim, mając na koncie ponad 100 lotów bojowych. 13 stycznia 1943 r. został zestrzelony na szturmowcu Ił-2 przez niemieckie samoloty myśliwskie. Dostał się do niewoli. W styczniu 1944 r. wstąpił do sprzymierzonej z Niemcami 1 Wschodniej Eskadry Lotniczej kpt. Michaiła Tarnowskiego. Wykonywał loty rozpoznawcze i bombowe przeciwko oddziałom partyzanckim operującym w lasach okupowanej Białorusi. 3 lipca tego roku zbiegł na samolocie Ar 66 z lotniska w Lidzie na stronę partyzantów (wraz z lotnikami Władimirem Moskalcem i Aramem Karapetjanem). Następnie przewieziono go do Moskwy, gdzie pod koniec grudnia 1944 r. aresztowano i osadzono w obozie filtracyjnym pod Podolskiem, przeznaczonym dla wojskowych, którzy przebywali w niemieckiej niewoli. 17 marca 1945 r., po procesie, został skazany na karę 10 lat łagru. Odbywał ją w obozie pod Kargopolem. W 1952 r. wyszedł na wolność. W 1959 r. zrehabilitowano go, po czym podjął pracę jako dyspozytor na lotnisku w Kutaisi.